# Josep Sanus Tormo
Josep Sanus Tormo (Alcoi, 1945) és un polític valencià, nebot de Rafael Sanus Abad, exbisbe auxiliar de València. Ha estat alcalde d'Alcoi i diputat al Congrés dels Diputats en la VI Legislatura.

## Biografia
Treballà com a perit industrial i milità en el PSPV-PSOE, partit amb el qual fou escollit alcalde d'Alcoi el 1979, mercè a un pacte amb el Partit Comunista del País Valencià, i va mantenir el càrrec fins al 2000, amb majoria absoluta de 1983 a 1995. Durant aquest període també fou executiu de la Federació Valenciana de Municipis i de la Federació Espanyola de Municipis i Províncies, i fou elegit diputat per la província d'Alacant a les eleccions generals espanyoles de 1996. Després fou elegit diputat a les eleccions a les Corts Valencianes de 1999.
El 25 de juliol de 2000 deixà l'Alcaldia d'Alcoi després de privatitzar el servei de l'aigua amb els vots del PP en contra dels seus socis polítics. L'executiva del PSPV li va obrir expedient i li va demanar la dimissió com a president del grup Socialista en les Corts Valencianes per considerar que va entregar l'ajuntament al PP. Després de dedicar-se a la docència un parell d'anys, el 2002 treballà a l'empresa constructora Urbanismo y Construcciones SA. Amb suport de la seva neboda Julia Company Sanus, va impulsar el 2002 una escissió del PSPV, el Partit Socialista d'Alcoi, després Partit d'Alcoi, que no va assolir representació a les eleccions municipals de 2003. El 2005 va treballar a l'empresa Diseño y Estrategia Empresarial Mariola SL, establida a Rocafort.